# 假脉骨碎补
假脉骨碎补（学名：Davallia denticulata）为骨碎补科骨碎补属下的一个种。